# Белахсен Буякуб
Белахсен Буякуб е алжирски юрист и професионален дипломат.
Той е посланик в България от ноември 2005 до май 2009 г., когато е заменен от Ахмед Буташ.
Работи в Министерството на външните работи на Алжирската народно-демократична република. В кариерата си заема постовете:
- заместник-директор по законодателството и юридическите спорове в Дирекция „Юридически въпроси“ (1987-1991),
- изпълняващ длъжността директор на Дирекция „Юридически въпроси“ (1988-1990),
- пълномощен министър в посолството в Мароко (1991-1993),
- пълномощен министър в Генерална дирекция „Америка“ (1993-1994),
- директор на Дирекция „Северна Америка“ в Генерална дирекция „Америка“ (1994-1996),
- посланик в Куба (1996-1997),
- пълномощен министър в Генералния секретариат (2000-2002),
- инспектор (2002-2004),
- директор на Дирекция „Юридически въпроси“ (2004-2005),
- посланик в България (2005-2009).